# Tufaha Uwihoreye
Tufaha Uwihoreye (* 1. Januar 1996 in Nyamirambo, Distrikt Nyarugenge) ist eine ruandische Degenfechterin.
Uwihoreye wuchs in einer Familie mit acht Geschwistern auf. Als Sportbegeisterte wollte sie ursprünglich Fußballspielerin werden. Auf das Fechten wurde sie im Alter von dreizehn Jahren aufmerksam. 2020 studierte sie für ein Jahr an der Academy d’Arme d’Alger in Algerien. 2021 kehrte sie nach Ruanda zurück und gründete den Dreams Fencing Club.
Uwihoreye nahm an den Olympischen Sommerspielen 2024 in Paris teil. Sie ist die erste Olympiateilnehmerin aus Ruanda im Fechten. Uwihoreye verlor die erste Runde gegen die Japanerin Miho Yoshimura 7:15.